# Jens Erik Hilgerloh

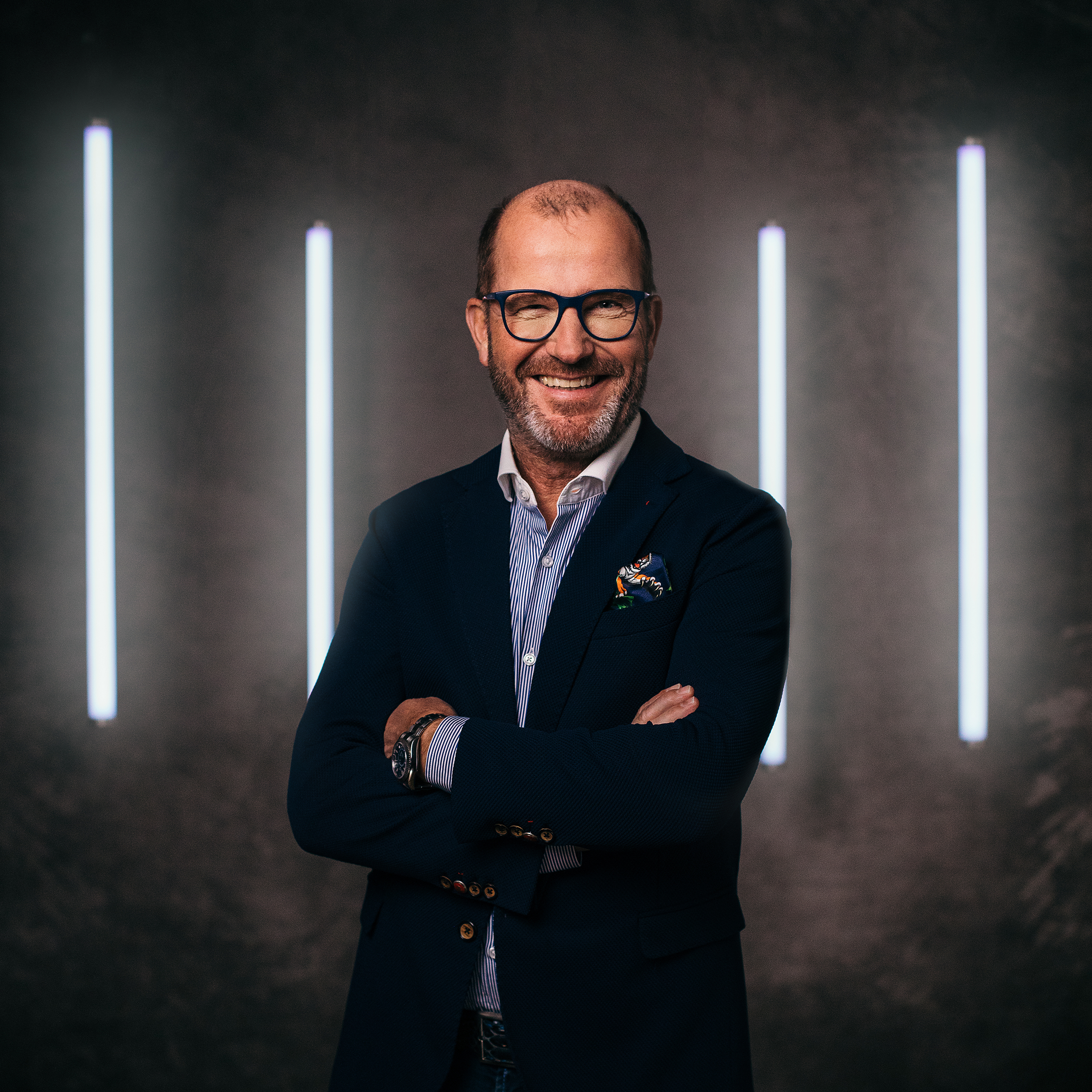
Jens Erik Hilgerloh (2021)

Jens Erik Hilgerloh (* 8. Februar 1963 in Bremen) ist ein deutscher Manager. Er ist Vorstandsvorsitzender der Starcar Europa Service Group und Präsident des Bundesverbandes der Autovermieter Deutschland e.V.

## Leben
Jens Erik Hilgerloh wurde am 8. Februar 1963 in  Bremen geboren. Nach seinem Schulabschluss studierte er Wirtschaftswissenschaft an der Universität Bremen. Ab 1992 arbeitete er für die Autovermietung Sixt SE und war bis 1995 Filialleiter. Anschließend wechselte er zunächst als Geschäftsführer und späterer Vorstand in die heutige Europa Service Mobility Partners AG. 
Seit Dezember 2017 ist er zudem der Präsident des Bundesverbandes der Autovermieter Deutschland e.V.

## Veröffentlichungen
Neben den seit Jahren videografisch umgesetzten Geschäftsberichten der Unternehmensgruppe ist Hilgerloh 2022 erstmalig in der 12. Staffel des RTL Group TV-Formats Undercover Boss zu sehen. 2023 war er zu Gast beim 28. RTL-Spendenmarathon und unterstützte neben einer eigenen Spende auch am Spendentelefon der Sendung.